# Aktion Dünamünde
L'Aktion Dünamünde fu un'operazione lanciata dalla forza di occupazione tedesca nazista e dai collaborazionisti locali nella foresta di Biķernieki, vicino a Riga in Lettonia. Il suo obiettivo fu di giustiziare gli ebrei deportati in Lettonia da Germania, Austria, Boemia e Moravia. Questi omicidi sono a volte separati tra la prima azione Dünamünde, avvenuta il 15 marzo 1942, e la seconda azione Dünamünde del 26 marzo 1942. Circa 1900 persone furono uccise nella prima azione e 1840 nella seconda. Le vittime furono attirate verso la morte dalla falsa promessa che avrebbero ricevuto un lavoro più facile in una struttura di reinsediamento, inesistente, vicino a un ex quartiere chiamato appunto Dünamünde (in lettone: Daugavgrīva). Invece di essere trasportati nella struttura, furono trasportati nei boschi a nord di Riga, fucilati e sepolti in fosse comuni precedentemente scavate. Tra le vittime predominarono gli anziani, i malati e i bambini.

## Contesto
Al 10 febbraio 1942, le popolazioni approssimative del ghetto e del campo di concentramento di ebrei tedeschi a Riga e nelle vicinanze furono:
- Campo di concentramento di Jungfernhof, 2500 persone;
- Ghetto tedesco, 11000 persone;
- Campo di concentramento di Salaspils: 1300 persone.

Degli ebrei lettoni, circa 3500 uomini e 300 donne furono nel ghetto lettone. Nel dicembre 1941 Kurt Krause, che l'autore Max Kauffman descrive come il "mangiatore di uomini", divenne il comandante tedesco dei ghetti di Riga. Krause fu un ex detective della polizia di Berlino, il suo assistente fu Max Gymnich, un uomo della Gestapo di Colonia.
Krause e Gymnich usarono i cani per far rispettare i loro comandi. Un sopravvissuto ebreo lettone, Joseph Berman, affermò quanto segue su Gymnich:
Complessivamente furono deportati a Riga 20057 ebrei tedeschi. Entro il 10 febbraio 1942, solo 15000 di loro furono ancora in vita. Molti furono semplicemente assassinati all'arrivo; come ciò fosse avvenuto non fu noto alle persone che arrivarono con il trasporto successivo. Secondo Gertrude Schneider, sopravvissuta al ghetto tedesco, gli abitanti del ghetto non si resero conto di quanti ebrei tedeschi furono uccisi dopo la deportazione. Rimasero con l'impressione che la deportazione e il lavoro forzato fossero le cose peggiori che potesse accadere loro:

## Le azioni a Dünamünde
Nel marzo 1942, le autorità naziste di Riga decisero che il ghetto tedesco stava diventando troppo affollato e organizzarono un massacro chiamato Aktion Dünamünde. I nazisti ordinarono a ciascuno dei gruppi presenti nel ghetto tedesco di preparare un elenco compreso tra 60 e 120 persone per un ulteriore "reinsediamento", al gruppo di Berlino fu richiesto di nominare 600 persone. I nazisti informarono lo Judenrat che le persone, per lo più chi non fosse in grado di lavorare, anziani, malati o madri con bambini piccoli, sarebbero andate in una presunta città chiamata Dünamünde per lavorare in una fabbrica di trasformazione del pesce. Questo fu lo stratagemma messo in atto dall'Obersturmführer Gerhard Maywald. Lo stratagemma riuscì, molte persone furono ansiose di partire.
Nonostante i tedeschi chiedessero solo 1500 persone, il 15 marzo 1942 videro radunarsi per le strade del ghetto circa 1900 ebrei, tra cui, come per la strage di Rumbula, molti genitori con bambini piccoli. Non ci sarebbe stato nessun tipo di reinsediamento, al contrario le persone furono portate nella foresta di Biķernieki, sul versante nord di Riga, dove furono fucilate e sepolte in fosse comuni senza nome.
Il 26 marzo 1942, lo stesso stratagemma fu sfruttato nel campo di concentramento di Jungfernhof contro gli ebrei tedeschi più anziani. Il comandante del campo, Rudolf Seck, rifiutò ai giovani in età lavorativa il permesso di partire con i loro genitori. Quel giorno un totale di 1840 persone furono "insediate" dallo Jungfernhof nella foresta di Biķernieki, dove furono fucilate come i 1900 ebrei tedeschi del ghetto 11 giorni prima. Il metodo impiegato fu ideato da Friedrich Jeckeln, chiamato "imballaggio di sardine" (in tedesco: Sardinenpackung). Gli storici Richard L. Rubenstein e John K. Roth descrivono in questo modo il sistema di Jeckeln:
Gli assassini costrinsero le vittime a sdraiarsi a faccia in giù nella trincea, spesso sui corpi delle persone appena colpite; per risparmiare le munizioni ogni persona fu colpita una sola volta alla nuca. Chiunque non fosse stato ucciso sul colpo fu semplicemente sepolto vivo quando la fossa fu ricoperta. Dopo la guerra, quando alcuni comandanti delle Einsatzgruppen furono processati davanti al tribunale militare di Norimberga nel caso Einsatzgruppen, il tribunale ritenne che "l'imputato non escludeva la possibilità che un giustiziato potesse sembrare morto solo perché in stato di shock o di momentanea incoscienza. In questi casi era inevitabile che venisse sepolto vivo".
Quello che successe agli ebrei del ghetto si seppe quando tornarono nel ghetto diversi furgoni che trasportarono i beni personali delle persone uccise. Gli indumenti recavano macchie di fango e i segni dovuti alla rimozione frettolosa: ad esempio, le calze erano ancora attaccate alle giarrettiere. Fu ordinato di riordinare e pulire questi articoli, molti dei quali furono riconosciuti dalle etichette e da altri indizi.